# Cecily von Ziegesar
Cecily von Ziegesar (27 de junio de 1970) es una talentosa novelista estadounidense.

## Vida y educación
Nacida en una familia de expatriados judíos húngaros en Manhattan, Cecily asistió y se graduó en la escuela privada para chicas del Upper East Side Nightingale-Bamford. Después se matriculó en la Universidad de Colby y Universidad de Arizona.

## Gossip Girl
En Nueva York trabajó empaquetando libros para Alloy Entertainment, lugar donde se inspiró para crear Gossip girl. Estos libros, presentan a un grupo de jóvenes de Upper East Side,  en realidad están inspirados en su juventud. El éxito fue tal que se convirtió en un best sellers y el spin-off no tardó en llegar: en 2005 se publicó The It girl. La historia se adoptó en una conocida serie de televisión.

## Vida personal
Está casada con Richard Griggs. En un primer momento se fueron a vivir a Londres y un año más tarde se casaron. Desde 1998 reside, junto a su familia en el barrio de Brooklyn (Nueva York). Tiene dos hijos: Agnes y Óscar.

## Obras
Gossip Girl (Serie de Libros)
- Gossip Girl (La reina cotilla)
- You Know You Love Me ( Tú sabes que me adoras)
- All I Want Is Everything (Lo único que quiero es todo)
- Because I'm Worth It ( Porque yo lo valgo )
- I Like It Like That (A mí me gusta así)
- You're the One That I Want ( Tú eres lo que yo quiero )
- Nobody Does It Better ( Nadie lo hace mejor )
- Nothing Can Keep Us Together ( Nada puede mantenernos juntos )
- Only In Your Dreams ( Sólo en tus sueños )
- Would I Lie To You? ( ¿Podría mentirte a ti? )
- Don't You Forget About Me ( No te olvides de mí )
- It Had to Be You ( Tenías que ser tú )
- I Will Always Love You ( Yo Siempre te amaré )

The It Girl
- The It Girl
- Notorious ( Notorio )
- Reckless ( Imprudente )
- Unforgettable ( Inolvidable )
- Lucky ( Suerte )
- Tempted ( Tentado )
- Infamous ( Infame )
- Adored ( Adorado )
- Classic ( Clásico )

The Carlyles
- Gossip Girl: The Carlyles
- You Just Can't Get Enough (No puedes obtener suficiente)
- Take a Chance On Me (Tienes una oportunidad en mí)
- Love The One You're With (Ama a aquel)

- Datos: Q234255
- Multimedia: Cicily von Ziegesar / Q234255